# Guerpont
Guerpont est une commune française située dans le département de la Meuse, en région Grand Est.

## Géographie

### Localisation
Guerpont est un petit village lorrain situé dans le département de la Meuse et la région du Grand Est de la France (anciennement région Lorraine). Ses habitants sont appelés les Guerpontois et les Guerpontoises. 
Le territoire de la commune, d’une superficie de 6,12 km², se trouve à une altitude moyenne de 210 mètres environ. La latitude du village est de 48,729 degrés Nord et la longitude de 5,257 degrés Est. 
Les villes et villages proches de Guerpont sont : Silmont (55000) à 0,97 km, Tannois (55000) à 1,88 km, Tronville-en-Barrois (55310) à 1,93 km, Longeville-en-Barrois (55000) à 3,66 km et Nançois-sur-Ornain (55500) à 3,76 km.

Les localités suivantes sont directement limitrophes avec le territoire de Guerpont, dont la pointe sud est touché par Nant-le-Grand:
| Silmont |               | Loisey-Culey         |
| Tannois | Guerpont      |                      |
|         | Nant-le-Grand | Tronville-en-Barrois |

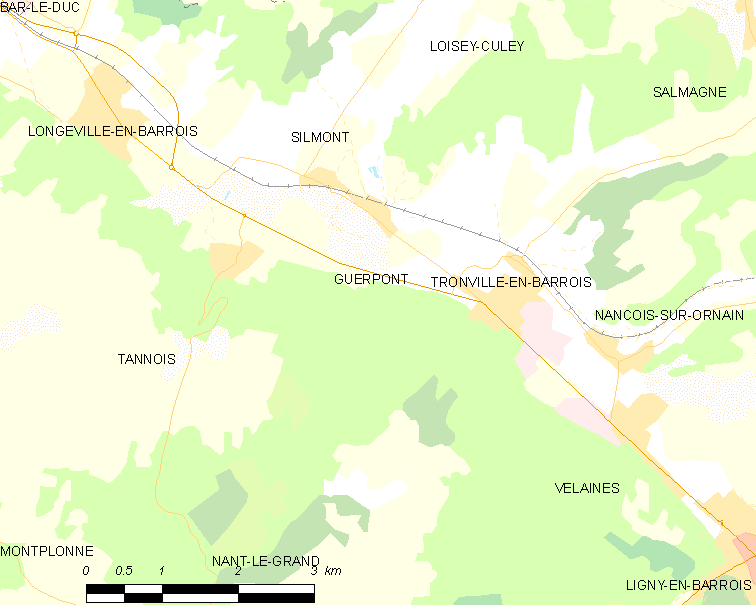
Carte de la commune.
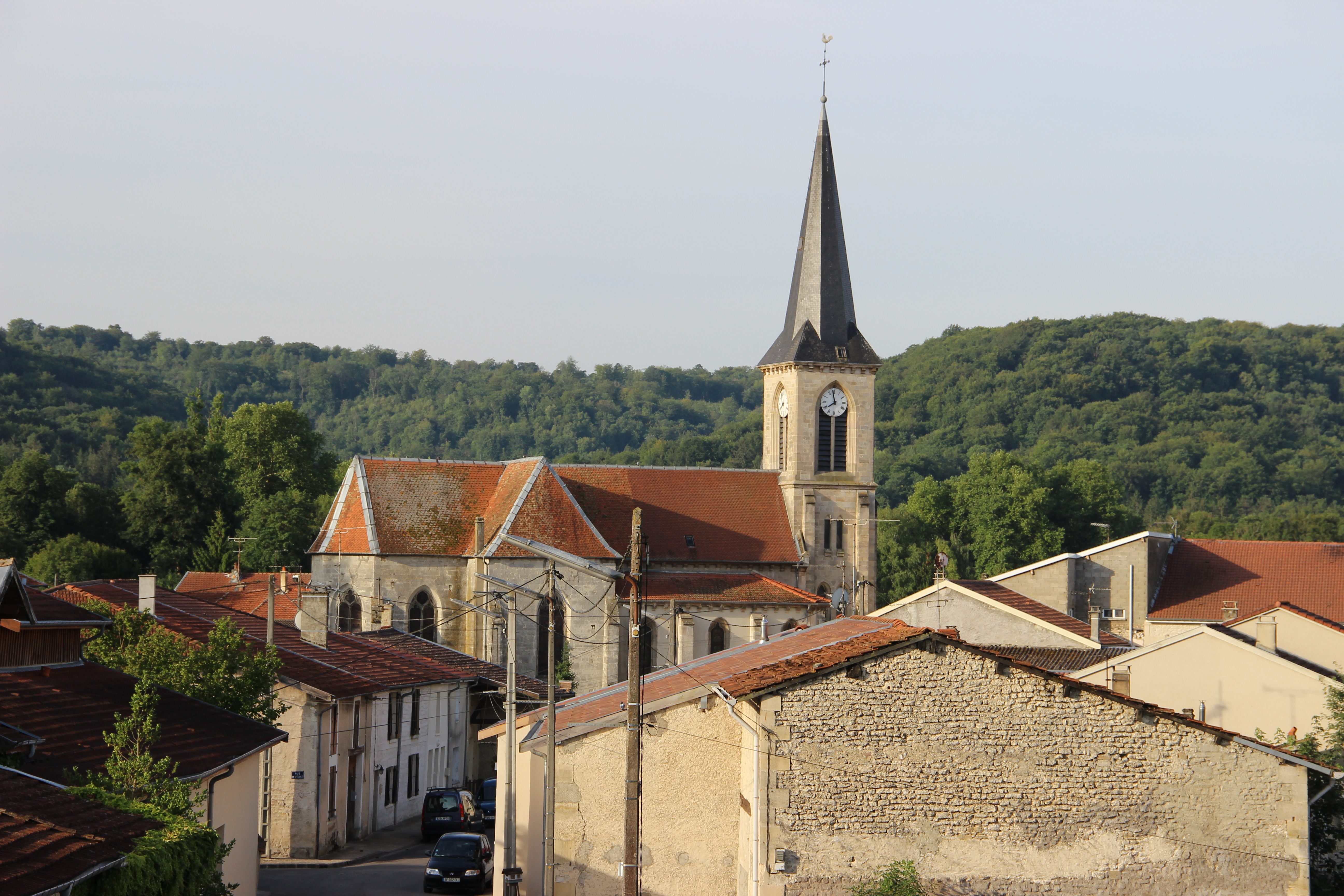
Vue de l'église et du village.
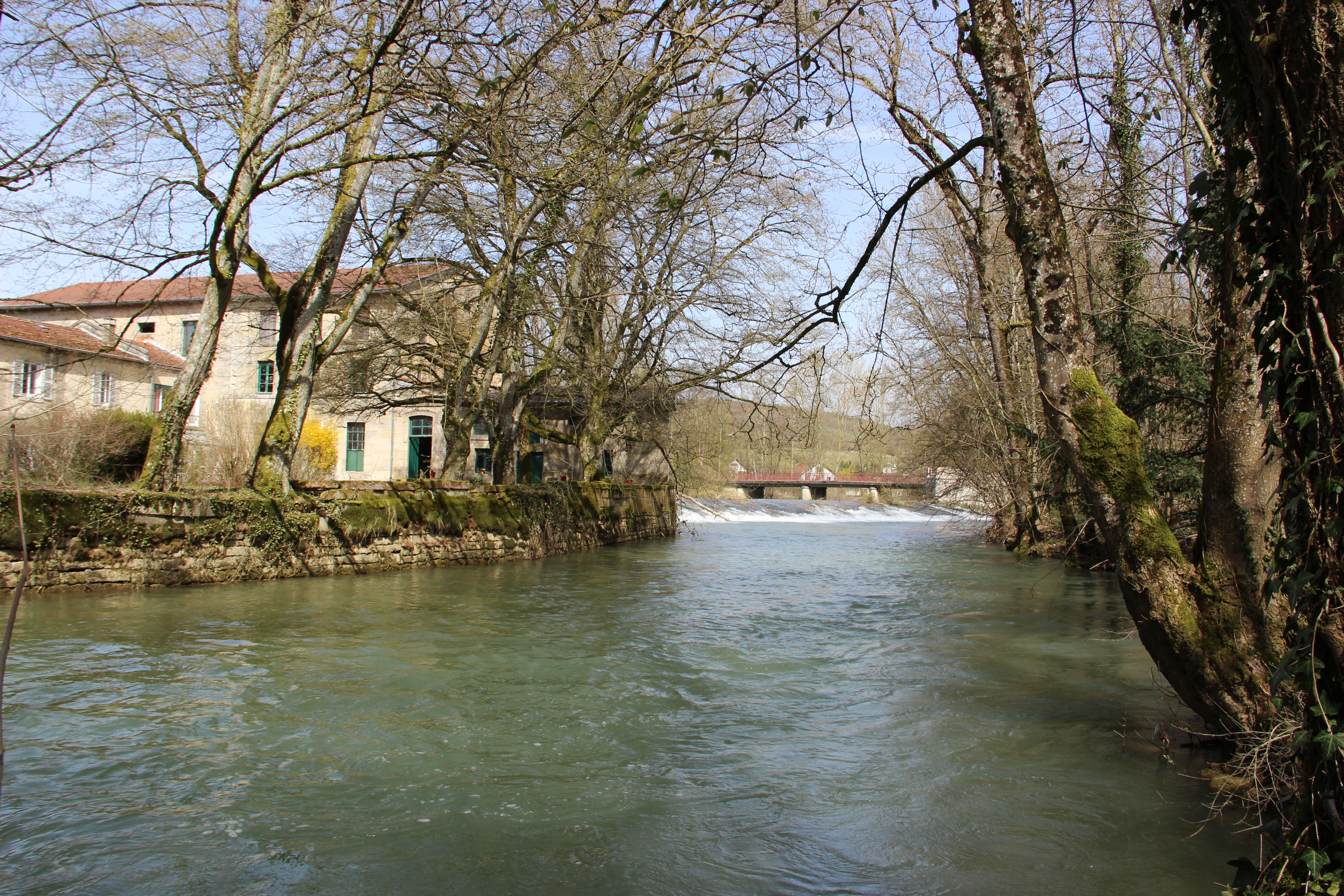
L'Ornain à Guerpont.
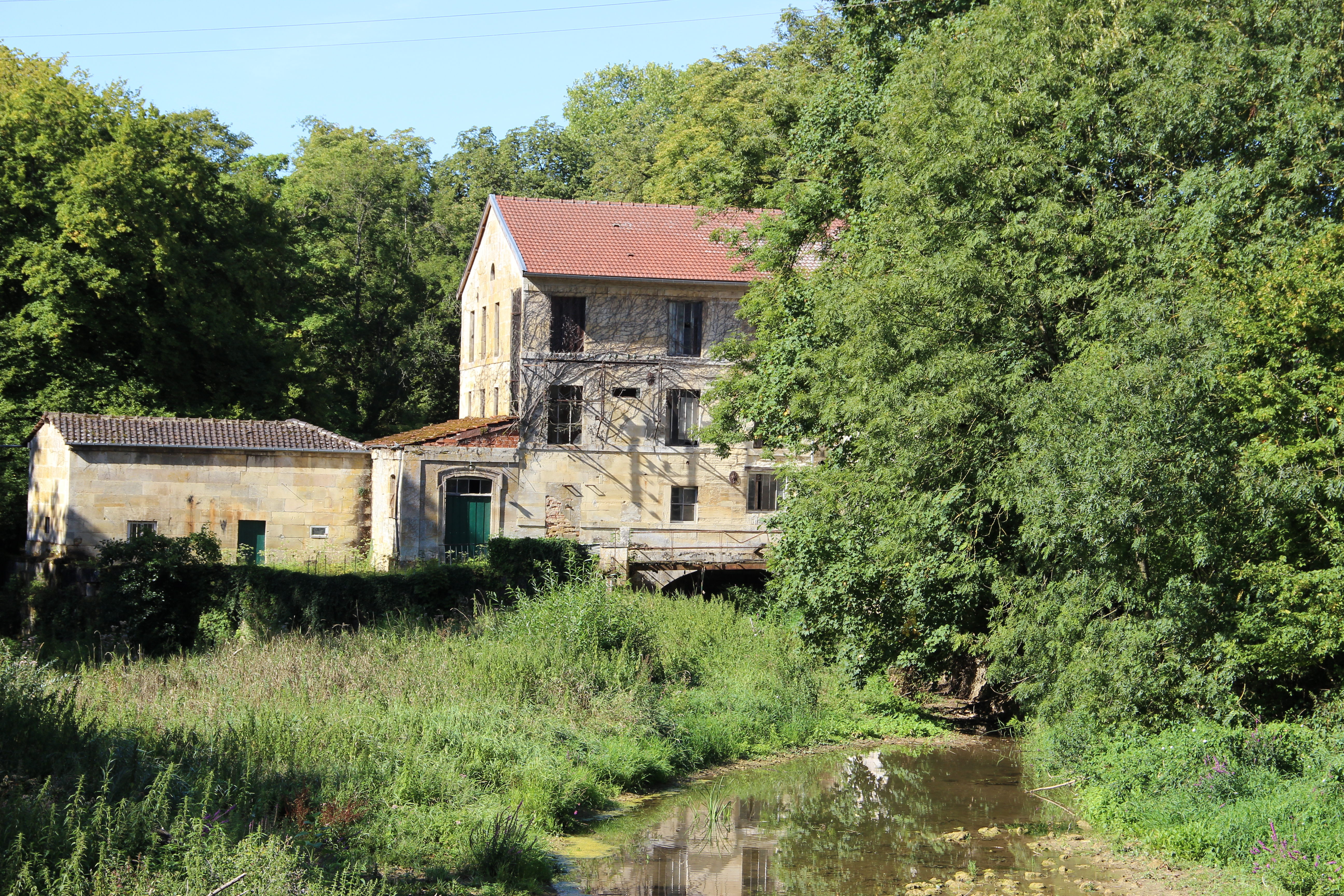
L'ancien moulin sur l'Ornain.

### Hydrographie
La commune est dans la région hydrographique « la Seine de sa source au confluent de l'Oise (exclu) » au sein du bassin Seine-Normandie. Elle est drainée par l'Ornain, le canal de la Marne au Rhin, le ruisseau de Culey, le ruisseau de Brabant et divers autres petits cours d'eau,.
L'Ornain, d'une longueur de 116 km, prend sa source dans la commune de Grand et se jette  dans la Saulx à Étrepy, après avoir traversé 36 communes. Les caractéristiques hydrologiques de l'Ornain sont données par la station hydrologique située sur la commune de Tronville-en-Barrois. Le débit moyen mensuel est de 8,09 m3/s. Le débit moyen journalier maximum est de 93,8 m3/s, atteint lors de la crue du 16 février 1990. Le débit instantané maximal est quant à lui de 101 m3/s, atteint le 15 février 1990.
Le canal de la Marne au Rhin, long de 293 km et 178 écluses à l'origine, relie la Marne (à Vitry-le-François) au Rhin (à Strasbourg). Par le canal latéral de la Marne, il est connecté au réseau navigable de la Seine vers l'Île-de-France et la Normandie. 

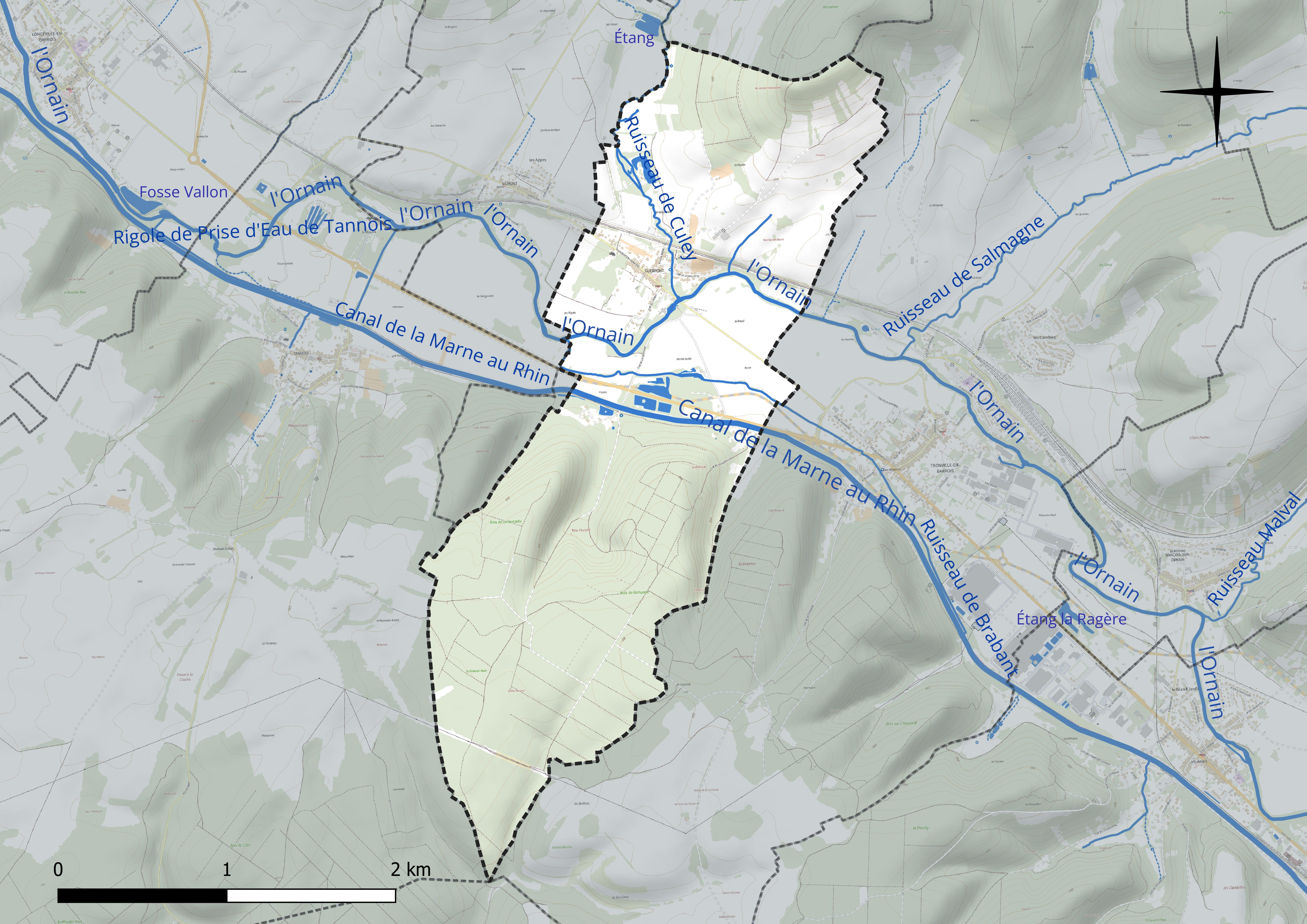
Réseau hydrographique de Guerpont.

Un plan d'eau complète le réseau hydrographique : l'étang (1 ha),.

### Climat
Pour des articles plus généraux, voir Climat du Grand Est et Climat de la Meuse.
En 2010, le climat de la commune est de type climat de montagne, selon une étude du Centre national de la recherche scientifique s'appuyant sur une série de données couvrant la période 1971-2000. En 2020, Météo-France publie une typologie des climats de la France métropolitaine dans laquelle la commune est exposée à un climat océanique altéré et est dans la région climatique  Lorraine, plateau de Langres, Morvan, caractérisée par un hiver rude (1,5 °C), des vents modérés et des brouillards fréquents en automne et hiver. 
Pour la période 1971-2000, la température annuelle moyenne est de 10 °C, avec une amplitude thermique annuelle de 15,9 °C. Le cumul annuel moyen de précipitations est de 1 021 mm, avec 14 jours de précipitations en janvier et 9,7 jours en juillet. Pour la période 1991-2020, la température moyenne annuelle observée sur la station météorologique de Météo-France la plus proche, « Behonne_sapc », sur la commune de Behonne à 9 km à vol d'oiseau, est de 11,0 °C et le cumul annuel moyen de précipitations est de 855,7 mm. 
La température maximale relevée sur cette station est de 40,4 °C, atteinte le 25 juillet 2019 ; la température minimale est de −16,4 °C, atteinte le 20 décembre 2009,,. 
Les paramètres climatiques de la commune ont été estimés pour le milieu du siècle (2041-2070) selon différents scénarios d'émission de gaz à effet de serre à partir des nouvelles projections climatiques de référence DRIAS-2020. Ils sont consultables sur un site dédié publié par Météo-France en novembre 2022.

## Urbanisme

### Typologie
Au 1er janvier 2024, Guerpont est catégorisée commune rurale à habitat dispersé, selon la nouvelle grille communale de densité à sept niveaux définie par l'Insee en 2022.
Elle est située hors unité urbaine. Par ailleurs la commune fait partie de l'aire d'attraction de Bar-le-Duc, dont elle est une commune de la couronne,. Cette aire, qui regroupe 86 communes, est catégorisée dans les aires de 50 000 à moins de 200 000 habitants,.

### Occupation des sols
L'occupation des sols de la commune, telle qu'elle ressort de la base de données européenne d’occupation biophysique des sols Corine Land Cover (CLC), est marquée par l'importance des forêts et milieux semi-naturels (58,5 % en 2018), une proportion sensiblement équivalente à celle de 1990 (59 %). La répartition détaillée en 2018 est la suivante : 
forêts (58,5 %), prairies (15 %), terres arables (12,3 %), zones agricoles hétérogènes (12 %), zones urbanisées (2,3 %). L'évolution de l’occupation des sols de la commune et de ses infrastructures peut être observée sur les différentes représentations cartographiques du territoire : la carte de Cassini (XVIIIe siècle), la carte d'état-major (1820-1866) et les cartes ou photos aériennes de l'IGN pour la période actuelle (1950 à aujourd'hui).

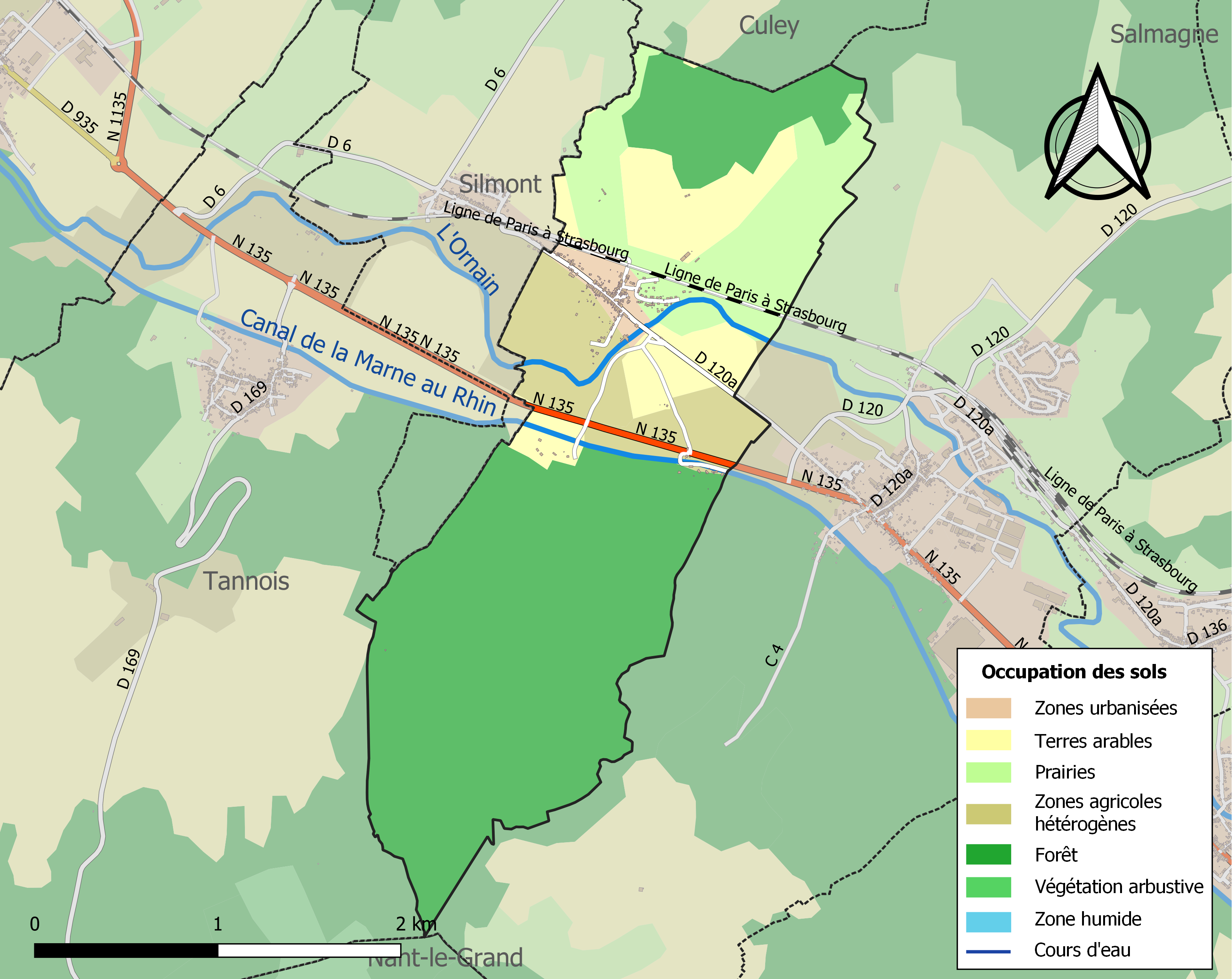
Carte des infrastructures et de l'occupation des sols de la commune en 2018 (CLC).

## Toponymie
Le nom de la localité est attesté sous les formes Guerpont en 1396 ;  Guerpons en 1402 ; Guerrici-Pons en 1711.

Il s'agit d'une formation toponymique médiévale de type roman septentrional. C'est un composé qui repose sur l'agglutination du nom de personne germanique Weri- ou Werno et du latin pontem, d'où le sens global de « pont de Weri- » ou « pont de Werno » (comprendre le nom commun gallo-roman PONTE, lui même issu de l'accusatif pontem, du latin pons « pont »). 
Remarques : Ce type de formation avec -pont, comme second élément, révèle une influence syntaxique du germanique et se rencontre pour cette raison uniquement dans le tiers nord de la France cf. Radepont (Eure, Ratepont 1190), Carlepont (Oise, Karlepont 1251), voir aussi le type courant Pierrepont, formé sur pierre (minéral) qui n'a aucun sens en français, mais qui calque le germanique *steinaz-*brugjǭ (d'où l'allemand Steinbrücken, nom de nombreuses localités). En revanche, le type Pontpierre (Moselle, Luxembourg), Pompierre (Vosges, Doubs) correspond à une réaction romane, voire une francisation, à proximité ou en deçà de la frontière linguistique avec le germanique, par exemple Pontpierre (Luxembourg) se dit Steebrécken localement et Steinbrücken en allemand. Les noms de lieux en -pont les plus au sud se situent au niveau de l'isoglosse W- (nord) / G(u)- (sud), W- s'étant conservé tel quel au nord de l'isoglosse (ou étant passé ultérieurement à V-) et ayant muté en G(u)-, comme en français central, au sud. Les communes Vacon (Vuacon en 1011, le digramme Vu- notant W-, avec passage postérieur de W- > V-) et Willeroncourt (Wuillerumcort ou Vuillerumcort 1103) sont situées toutes deux un peu plus au sud à quelques kilomètres. Dans le cadre de l'hypothèse Werno, on devrait trouver aussi des formes anciennes en W- et V-. En outre, on ne conserve aucune trace de -n (Wer-n-) dans les formes anciennes disponibles.

## Vie associative culturelle et sportive

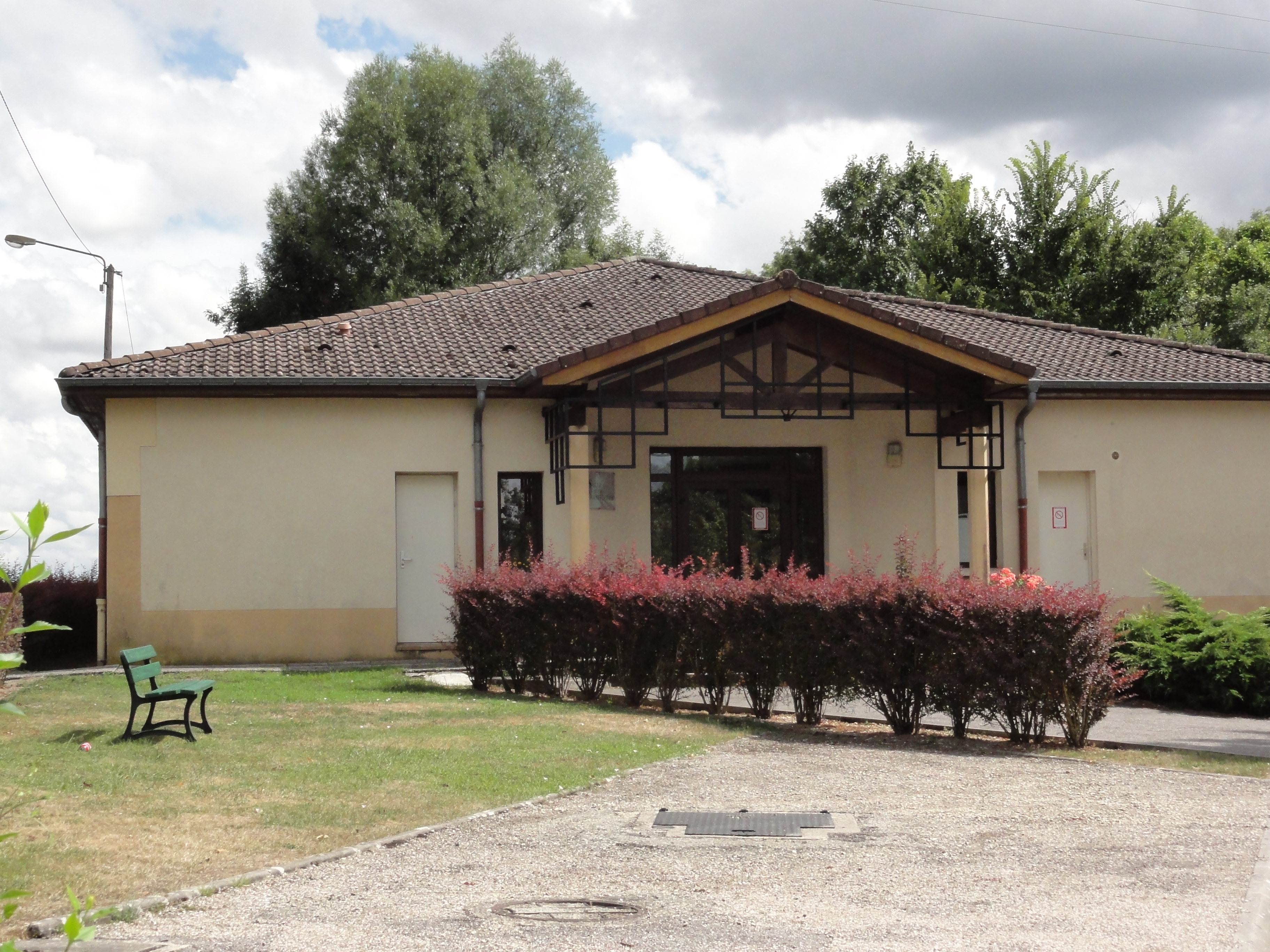
La salle polyvalente.

## Politique et administration
| Période                                  | Période   | Identité                                       | Étiquette | Qualité |
| ---------------------------------------- | --------- | ---------------------------------------------- | --------- | ------- |
| Les données manquantes sont à compléter. |           |                                                |           |         |
| mars 2001                                | mars 2008 | Charles Egret                                  |           |         |
| mars 2008                                | En cours  | Patrick Bernard Réélu pour le mandat 2020-2026 |           |         |

## Population et société

### Démographie
L'évolution du nombre d'habitants est connue à travers les recensements de la population effectués dans la commune depuis 1793. Pour les communes de moins de 10 000 habitants, une enquête de recensement portant sur toute la population est réalisée tous les cinq ans, les populations de référence des années intermédiaires étant quant à elles estimées par interpolation ou extrapolation. Pour la commune, le premier recensement exhaustif entrant dans le cadre du nouveau dispositif a été réalisé en 2008.

En 2022, la commune comptait 236 habitants, en évolution de −5,6 % par rapport à 2016 (Meuse : −4,4 %, France hors Mayotte : +2,11 %).
| 1793 | 1800 | 1806 | 1821 | 1831 | 1836 | 1841 | 1846 | 1851 |
| ---- | ---- | ---- | ---- | ---- | ---- | ---- | ---- | ---- |
| 186  | 189  | 231  | 241  | 324  | 337  | 368  | 401  | 459  |

| 1856 | 1861 | 1866 | 1872 | 1876 | 1881 | 1886 | 1891 | 1896 |
| ---- | ---- | ---- | ---- | ---- | ---- | ---- | ---- | ---- |
| 355  | 377  | 351  | 355  | 352  | 315  | 295  | 239  | 298  |

| 1901 | 1906 | 1911 | 1921 | 1926 | 1931 | 1936 | 1946 | 1954 |
| ---- | ---- | ---- | ---- | ---- | ---- | ---- | ---- | ---- |
| 348  | 363  | 288  | 224  | 268  | 250  | 218  | 180  | 225  |

| 1962 | 1968 | 1975 | 1982 | 1990 | 1999 | 2006 | 2008 | 2013 |
| ---- | ---- | ---- | ---- | ---- | ---- | ---- | ---- | ---- |
| 250  | 266  | 272  | 274  | 286  | 300  | 267  | 258  | 254  |

| 2018 | 2022 | - | - | - | - | - | - | - |
| ---- | ---- | - | - | - | - | - | - | - |
| 247  | 236  | - | - | - | - | - | - | - |

## Culture locale et patrimoine

### Lieux et monuments
- Église Saint-Evre de Guerpont.
- Le monument aux morts au cimetière de Guerpont est commun aux deux villages de Silmont et Guerpont.
- Tour hexagonale, vestige de l'ancien château féodal de Guerpont.
- Château de Guerpont, du XVIIIe siècle.

La commune de Guerpont abrite la demeure des Ducs depuis 1789[réf. nécessaire].
- L'ancienne usine Aubertel alimentée en électricité par un barrage sur l'Ornain.

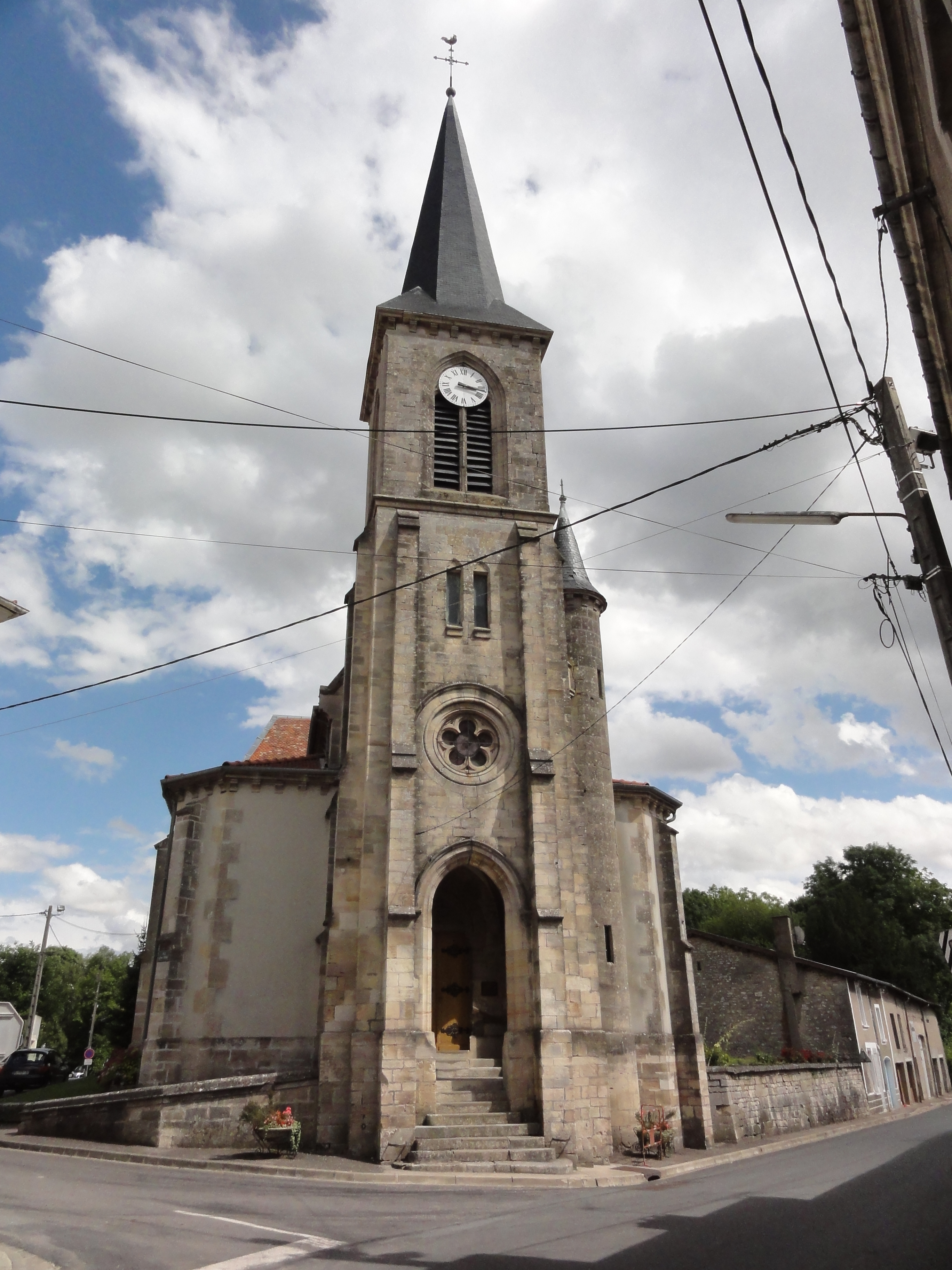
Église Saint-Evre.
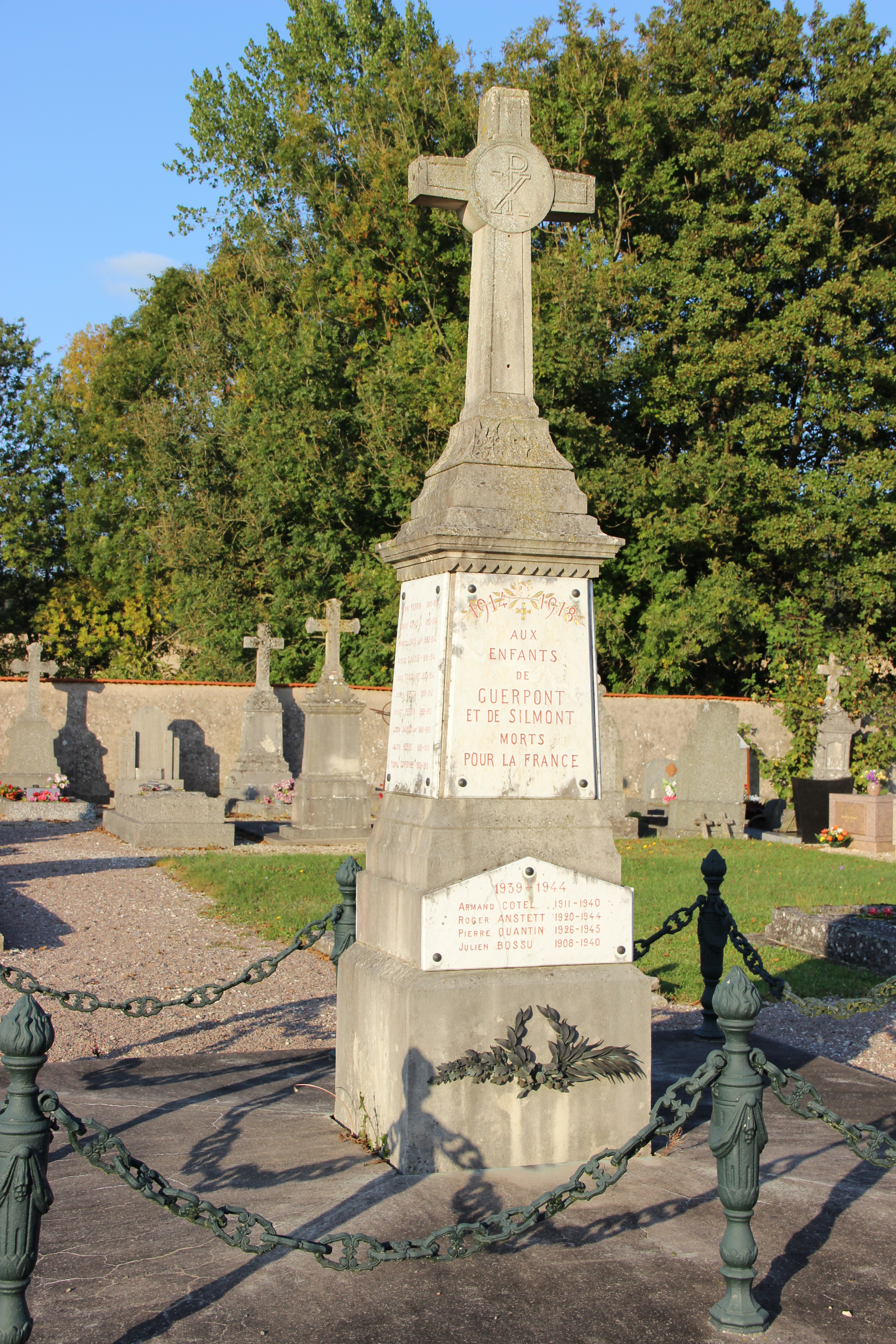
Monument aux morts.
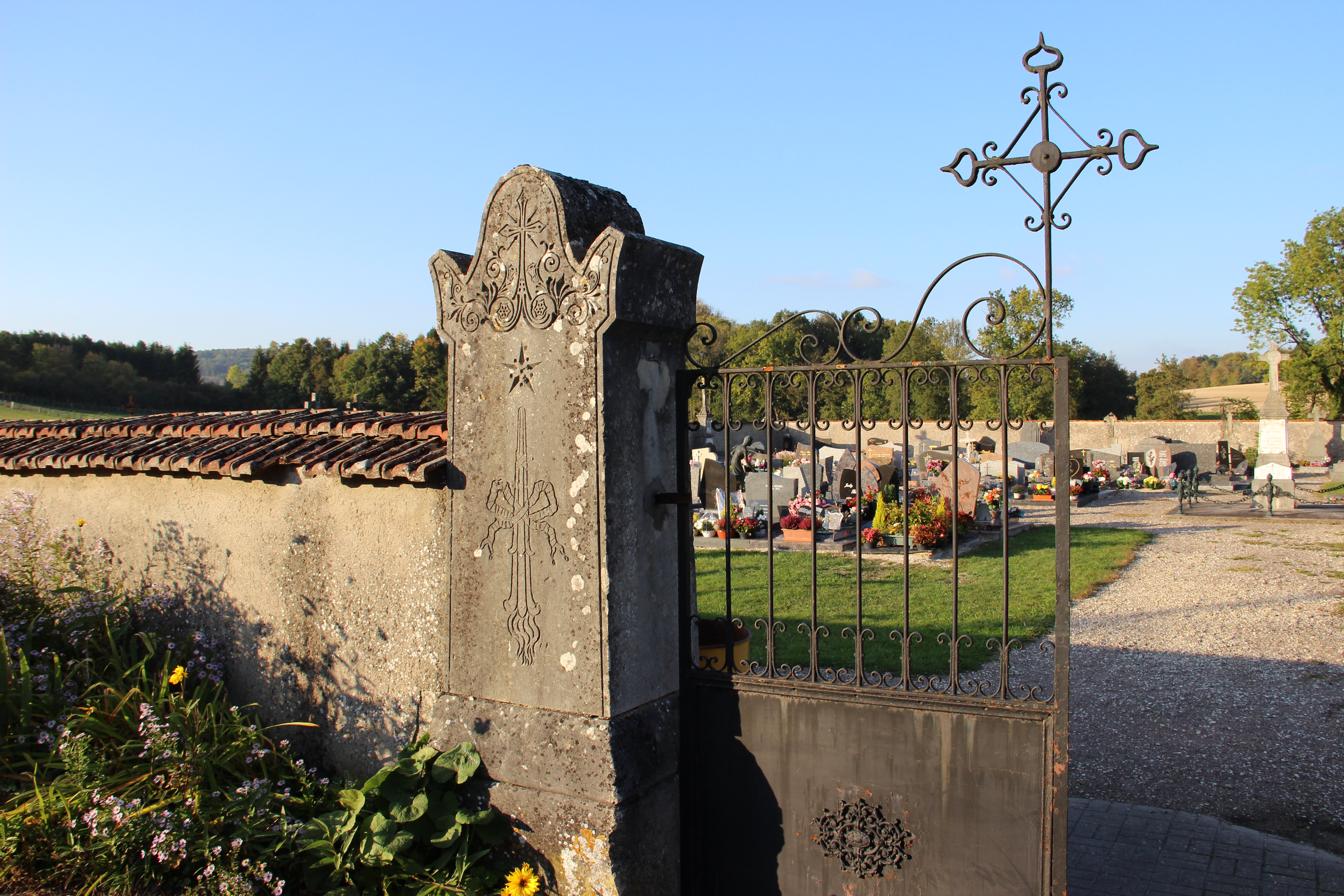
Le cimetière.

### Héraldique
| Blason de Guerpont | Blason  | D'azur au pont droit de trois arches, d'or maçonné de sable, accompagné, en chef, d'une hure de sanglier d'argent accostée de deux fers de hallebarde d'or, affrontés, celui de dextre en barre et celui de senestre en bande, et, en pointe, d'une roue de moulin du même. |
| Blason de Guerpont | Détails | Armoiries composées et dessinées par R.A. Louis et adoptées par la commune en août 2014. |